# Chim hói đầu cổ trắng
Chim hói đầu cổ trắng, tên khoa học Picathartes gymnocephalus, là một loài chim trong họ Picathartidae, có cổ và đuôi dài. Loài chim này chủ yếu được tìm thấy tại rừng vùng núi cao ở Tây Phi, từ Guinée tới Ghana. Phạm vi phân bố của chúng khá rời rạc, và các quần thể thường bị tách biệt khỏi nhau. 

## Phân loại

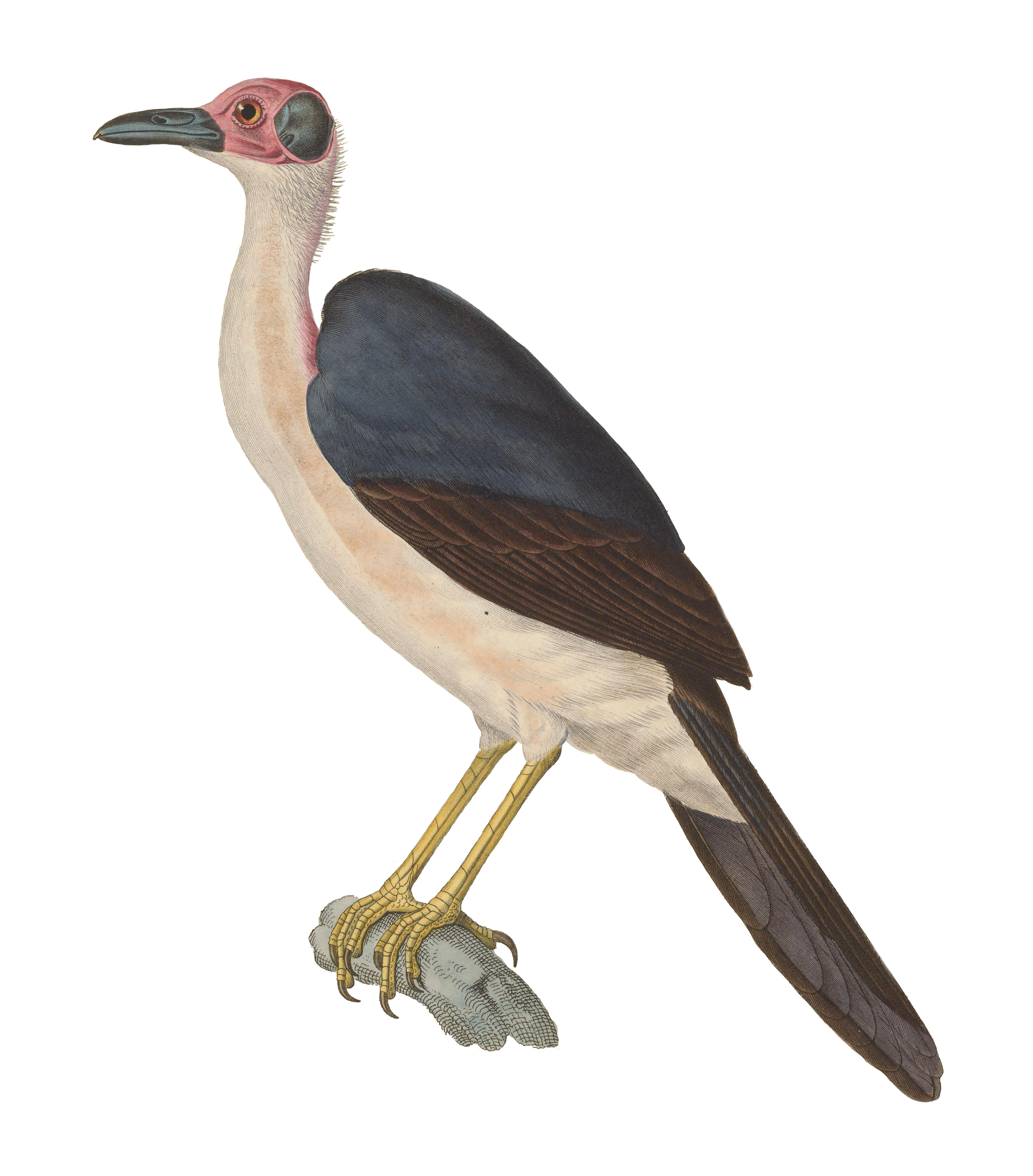
Minh họa trong Nouveau recueil de planches coloriées d'oiseaux của Temminck (1838)

Loài này lần đầu tiên được mô tả bởi Coenraad Jacob Temminck năm 1825 từ một con chim thu thập trên bờ biển Guinea. Ông đã xuất bản mô tả của ông trong quyển 2 của Nouveau recueil de planches coloriées d'oiseaux và mô tả nó như Corvus gymnocephalus, đặt nó trong chi quạ Corvus. Tên loài có nguồn gốc từ tiếng Hy Lạp cổ đại gymnos nghĩa là "trần trụi", và kephalē nghĩa là "đầu". Tuy nhiên, chỉ ba năm sau, loài chim này đã được chuyển khỏi chi Corvus và được đặt trong chi Picathartes bởi René-Primevère Lesson vì nó không những đặc điểm chung của các thành viên chi Corvus như đầu có lông. Tên chi xuất phát từ sự kết hợp của pica là "ác là" và cathartes là " kền kền ". Từ mô tả ban đầu của nó, chi Picathartes đã được đặt trong hơn năm họ khác nhau bao gồm cả họ Quạ (Corvidae), họ Sáo (Sturnidae), họ Đớp ruồi (Muscicapidae), họ Họa mi (Timaliidae) và họ Lâm oanh (Sylviidae). Ngày nay, hói đầu cổ trắng và họ hàng chim hói đầu cổ xám (Picathartes oreas) được cho là bao gồm trong một họ duy nhất, Picathartidae. Nó cũng đã được đề nghị mặc dù không được chấp nhận rằng chim hói đầu đại diện cho những tàn tích của một bộ chim cổ đại. Gần đây phân tích DNA cho thấy họ Picathartidae và những họ họ hàng gần nhất của chúng Chaetopidae của Nam châu Phi và Eupetidae của Đông Nam Á tạo thành một nhánh. Các phân tích cho thấy rằng sự chia rẽ của chim hói đầu từ tổ tiên chung của nhánh từ cách đây 44 triệu năm trước. Người ta tin rằng tổ tiên của nhánh này có nguồn gốc từ châu Úc và lây lan sang châu Phi. Chim hói đầu cổ trắng không có phân loài, nó được cho là hình thành siêu loài với chim hói đầu cổ xám, với bộ lông và hoa văn trên khuôn mặt là sự khác biệt chính giữa hai loài.

## Đặc điểm
Chim hói đầu thường lựa chọn để sống gần suối và các inselberg (mỏm đồi đơn độc). Chim hói đầu cổ trắng có phía trên màu đen xám và phần dưới màu trắng. Cái đuôi dài khác thường của nó, có màu nâu tối được sử dụng làm thăng bằng, và đùi của nó đầy cơ bắp. Đầu là nó gần như không có lông, mảng da đầu có màu vàng tươi sáng ngoại trừ hai mảng lớn, tròn đen nằm ngay phía sau mắt. Mặc dù loài chim này thường là im lặng, người ta đôi khi vẫn nghe loài chim này kêu.
Loài chim này ăn chủ yếu là côn trùng, mặc dù chim bố mẹ nuôi chim con bằng ếch nhái nhỏ.